# Gornje Vodičevo
Gornje Vodičevo je naseljeno mjesto u sastavu općine Bosanski Novi, Republika Srpska, BiH.

## Stanovništvo
| Gornje Vodičevo    |              |
| godina popisa      | 1991.        |
| Srbi               | 354 (96,20%) |
| Hrvati             | 0            |
| Muslimani          | 0            |
| Jugoslaveni        | 6 (1,63%)    |
| ostali i nepoznato | 8 (2,17%)    |
| ukupno             | 368          |